# François Bourgoing
Pour les articles homonymes, voir François Bourgoing (homonymie) et Bourgoing.
François Bourgoing, né à Paris le 18 mars 1585 et mort le 28 octobre 1662, est le troisième supérieur général des Oratoriens au XVIIe siècle. Il est auteur de nombreux ouvrages, et ne doit pas être confondu avec François Bourgoing, originaire de Bourges et oratorien lui aussi, auteur de deux ouvrages sur le plain-chant en usage dans son ordre.

## Biographie
Il est issu d’une famille de magistrats originaire du Nivernais ; son père Jacques Bourgoing était conseiller en la Cour des aides. Il est reçu bachelier en 1609 et admis en la Maison & Société de Sorbonne. Il est d’abord curé de Clichy et quitte cet emploi en 1611 pour entrer dans la congrégation formé par le cardinal Pierre de Bérulle, les Oratoriens. D’abord chargé de donner des leçons aux ecclésiastiques du séminaire fondé par le cardinal François de Joyeuse, il s’emploie ensuite d’abord à fonder et diriger de nouvelles maisons d’Oratoriens à Nantes, Dieppe, Rouen, Toulouse, en Auvergne, tout en donnant des leçons de théologie. Étant épuisé, il échappe de peu à la mort puis revient à Paris en 1626. 
Il est ensuite chargé par le cardinal de Bérulle d’ouvrir de nouvelles maisons en Flandres, demandé là-bas par plusieurs évêques et notamment l’archevêque de Malines. Il est à Louvain en octobre 1629 lors de la mort du cardinal de Bérulle et y prononce son oraison funèbre en latin. Après avoir assisté à l’Assemblée de l’ordre qui désigne le père Charles de Condren comme nouveau supérieur général, il retourne en Flandres et publie un premier ouvrage à Mons en 1629. Il revient à Paris en 1630, est nommé assistant du père de Condren en 1631 et exerce à plusieurs reprises les fonctions de vicaire général de l’Ordre. À la mort du père de Condren en 1641, l’Assemblée le nomme troisième supérieur général de la Congrégation de l’Oratoire en France - il semble avoir été recommandé par le cardinal de Richelieu.
Il travaille à préciser les règles de l’Ordre (sans doute trop précisément), à établir de nouvelles missions dans Paris et dans les diocèses voisins, à prêcher et à diffuser la sainte parole, à faire évoluer l’éducation religieuse des enfants et à établir des séminaires. En 1642, il reçoit 3 000 écus du cardinal de Richelieu pour créer des leçons de théologie dans les maisons de Rouen, de Toulouse et de Saint-Magloire (diocèse de Paris), mais la mort du cardinal l’empêche de poursuivre ce projet plus avant.
Son autorité est remise en cause en 1641 par l’Assemblée à propos de la confirmation des règles de l’ordre par Rome, puis en 1644 à propos d’un petit ouvrage adressé à la reine à propos du sacrement de pénitence, ouvrage qu’il dut désavouer. À la fin des années 1640 et dans les années 1650, son énergie infatigable et sa tendance à tout régenter lui valent d’autres jalousies et rancœurs, qui culminent entre les Assemblées de 1651 et 1658 et provoquent une réforme de la gouvernance de l’Ordre. Bourgoing se retrouve dès lors isolé à la tête de l’Ordre.
Souffrant d’apoplexie et de faiblesse, il se démet de sa fonction pendant l’Assemblée de 1661 et meurt le 28 octobre 1662 à Paris, presque retombé en enfance[évasif]. C’est Antoine Godeau, évêque de Grasse, qui officie à ses funérailles, et Jacques-Bénigne Bossuet prononce son éloge funèbre, qui fait partie des Oraisons funèbres de Bossuet.

## Œuvres

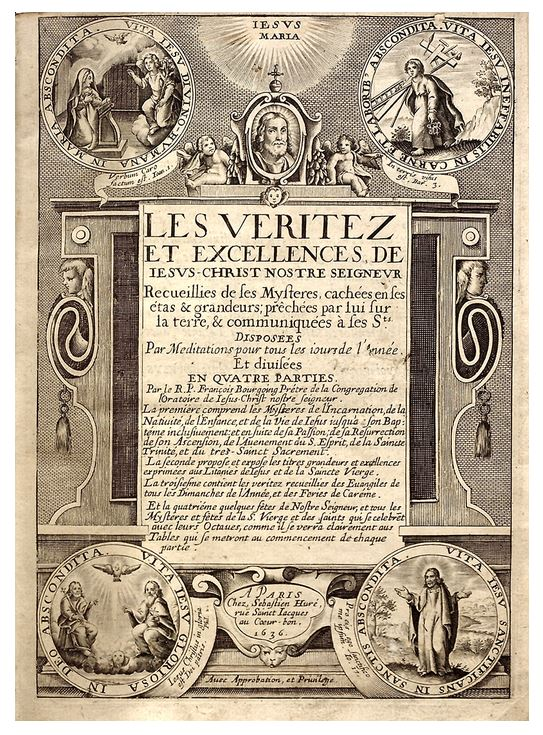
Les Veritez et excellences de Jésus-Christ notre Seigneur... (Paris : 1636).

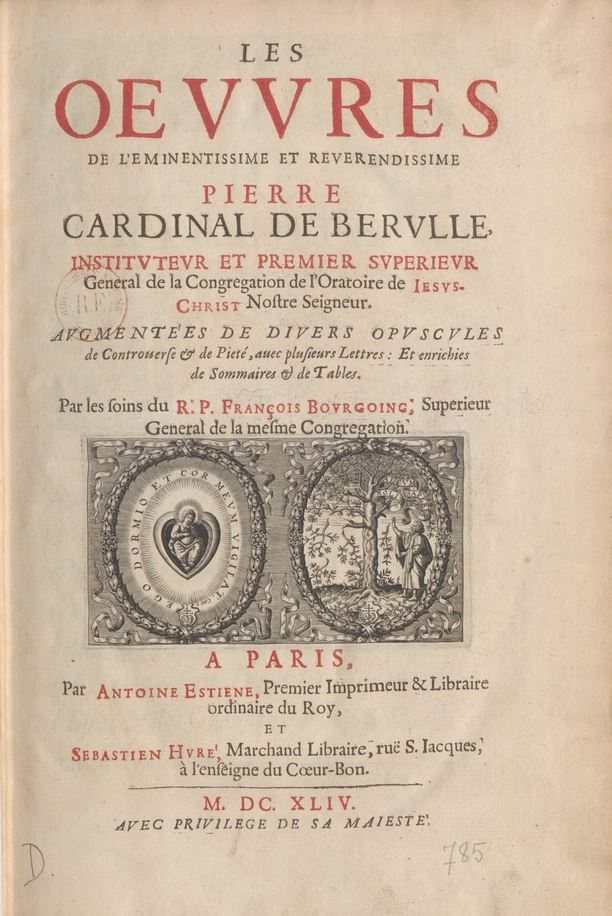
Les Œuvres de Pierre de Bérulle éditées par François Bourgoing (Paris : 1644). Paris BNF.

- Veritates et sublimes excellentiae Verbi Incarnati Jesu Christi D. N. in argumenta meditationum totius anni propositae, et in IIII classes distributae, auctore P. Francisco Bourgoineo. Anvers : Hendrik Verdussen, 1629. 8°.
- Lignum vitae afferens fructus duodecim qui sunt duodecim praxes... auctore Francisco Bourgoineo. Paris : Sébastien Huré, 1630. 32°.

Réédité en 1644 chez le même imprimeur, et à Paris en 1646 chez Sébastien Huré.
- Les Veritez et excellences de Jésus-Christ Nostre Seigneur, disposées par méditations pour tous les jours de l'année... par le R. P. François Bourgoing. Paris : Sébastien Huré, 1632-1634. 3 vol. 12°. Ouvrage augmenté en 1634, jusqu’à l’édition complète de 1636, en 6 volumes. La réédition de Lyon, 1649, est numérisée sur Gallica.
- Directions pour l’oraison, contenant 24 avis tirés de la préface de la première partie des Vérités et excellences de Jésus-Christ N. S., par le R. P. F. B., prêtre de l’Oratoire. Paris : 1636, 24°.
- Institutio spiritualis ordinandorum... auctore Francisco Bourgoing. Paris : P. Billaine, 1639. 12°.
- Déclaration présentée à la reine par le Révérend Père Général de l'Oratoire (le P. F. Bourgoing), au nom de la congrégation, sur quelques poincts touchant le Sacrement de pénitence. [Paris, c. 1644]. 8°.
- Ratio studiorum a magistris et professoribus collegiorum Congregat. Oratorii Jesu-Christi Domini Nostri observanda. Paris : 1645. 16°.
- Direction pour les missions qui se font par la congrégation de l’Oratoire de Jésus-Christ N. S., contenant les avis nécessaires pour les rendre fructueuses. Paris : 1646. 8°.
- Exercices d'une retraite spirituelle pour les communautez religieuses, par le R. P. Bourgoing. Paris : Veuve J. Camusat, 1648. 8°.

Il en existe quatre séries de ces exercices.
- Méditations sur les divers états de Jésus-Christ, divisées en treize journées et en autant d’états, recueillies et mises en ordre par le R. P. F. B. Paris : 1648. 8°.
- Retraites spirituelles de dix jours, propres à toute condition, la première aux ecclésiastiques, la 2. aux communautez religieuses, la 3. sur les perfections divines, pour les âmes avancées, a 4. pour ceux qui se désirent convertir à Dieu, par le R. P. F. B. Paris : 1648. 8°.
- [Lettre circulaire aux Prêtres de l'Oratoire pour leur annoncer la réconciliation de l'ordre avec les Jésuites, et les inviter à s'abstenir de toute controverse sur les matières soumises à la décision du St Siège, datée du 22 février 1653, signée François Bourgoing]. [Paris, s.d.]. 2°.
- Homélies des saincts, sur le martyrologe romain, et sur les mystères et festes de Nostre Seigneur et de la Sainte Vierge... par le R. P. François Bourgoing. Paris : Denis Béchet et Sébastien Huré, 1651-1654. 3 vol. in-8°.
- Exercice d’une retraite spirituelle de dix jours, propre à ceux qui se désirent convertir à Dieu, par le R. P. F. B. Paris : 1654. 8°.
- L’esprit de l’émin. cardinal de Bérulle, instituteur et premier général de l’Oraoire de Jésus, tiré de ses Elévations sur les grandeurs des états différents de Jésus-Christ. Présenté par le R. P. F. B. Paris : 1661.
- Homélies chrestiennes sur les évangiles des dimanches et des festes principales de l'année, avec cinq autres homélies sur la doctrine chrestienne, par le R. P. François Bourgoing. Paris : Frédéric Léonard, 1665. 8°.

Bourgoing est également éditeur des œuvres du cardinal de Bérulle, à partir de 1644 :
- Les œuvres de l'éminentissime et révérendissime Pierre cardinal de Bérulle... augmentées de divers opuscules de controverse et de piété, avec plusieurs lettres, et enrichies de sommaires et de tables, par les soins du R. P. François Bourgoing. Paris : A. Estienne et Sébastien Huré, 1644. 2°. Numérisé sur Gallica. Plusieurs rééditions.